# Спитковиці (гміна, Новоторзький повіт)
Гміна Спитковіце (пол. Gmina Spytkowice) — сільська гміна у південній Польщі. Належить до Новотарського повіту Малопольського воєводства. Складається з одного села Спитковіце.
Станом на 31 грудня 2011 у гміні проживало 4345 осіб.

## Площа
Згідно з даними за 2007 рік площа гміни становила 32.19 км², у тому числі:
- орні землі: 60.00%
- ліси: 29.00%

Таким чином, площа гміни становить 2.18% площі повіту.

## Населення
Станом на 31 грудня 2011:
| Опис     | Загалом | Загалом | Чоловіки | Чоловіки | Жінки | Жінки |
| -------- | ------- | ------- | -------- | -------- | ----- | ----- |
| одиниця  | осіб    | %       | осіб     | %        | осіб  | %     |
| все      | 4345    | 100     | 2164     | 49.80    | 2181  | 50.20 |
| міське   | 0       | 100     | 0        |          | 0     |       |
| сільське | 4345    | 100     | 2164     | 49.80    | 2181  | 50.20 |

## Сусідні гміни
Гміна Спитковіце межує з такими гмінами: Бистра-Сідзіна, Йорданув, Раба-Вижна, Яблонка.